# Henley Passport Index
O Henley Passport Index (Índice de Passaportes Henley), abreviado como HPI, é uma classificação global de países de acordo com a liberdade de viagem desfrutada pelos titulares do passaporte comum daquele país para seus cidadãos. Ele começou em 2006 como Henley & Partners Visa Restrictions Index (HVRI)  e foi modificado e renomeado em janeiro de 2018.